# Kerolin
Kerolin Nicoli Israel Ferraz (Bauru, 17 de novembro de 1999) é um jogadora de futebol profissional brasileira. Ela joga pelo Manchester City na FA Women's Super League (WSL) e pela seleção brasileira como atacante. Em 2018, foi eleita a revelação do Brasileirão pela Confederação Brasileira de Futebol, tendo marcado 14 gols em 35 jogos pela Ponte Preta .

## Primeiros anos
Kerolin foi criada por sua mãe. A família morou em Bauru, depois mudou-se para Campinas. Quando tinha 12 anos, Kerolin ficou hospitalizada por três meses com osteomielite e celulite na perna que quase necessitou uma amputação, e aconselhada a parar de praticar esportes de contato. Tinha dificuldade de ir da fazenda distante onde morava para os treinos de futebol, inicialmente em uma escolinha de futebol do outro lado da rodovia Anhanguera, depois na cidade vizinha de Valinhos.

## Carreira de clube
Kerolin foi uma das várias jovens promissoras que surgiram nas categorias de base do Valinhos Futebol Clube, um time feminino da secretaria de esportes e lazer da prefeitura e comandada por Ana Lúcia Gonçalves. Valinhos acertou uma parceria com o Guarani FC em janeiro de 2016, para entrar no Campeonato Paulista de Futebol Feminino de 2016 como Guarani/Valinhos.
Quando decidiu formar uma equipe feminina, em 2017, a Associação Atlética Ponte Preta assumiu o clube dos Valinhos, tendo Kerolin, de 17 anos, no elenco herdado. Ela foi eleita a melhor jogadora do Campeonato Paulista de 2017 ao marcar 10 gols em 21 jogos pela semifinalista Ponte Preta.
Ela foi então emprestada ao Corinthians/Audax para a bem-sucedida campanha da Copa Libertadores Feminina de 2017 em outubro de 2017. Ela marcou na vitória por pênaltis sobre o Colo-Colo após um empate em 0-0 na final no Estadio Arsenio Erico, em Assunção .
Em 2018 ela marcou 14 gols em 35 jogos pela Ponte Preta e foi nomeada a "Revelação" do Campeonato Brasileiro de Futebol Feminino nas premiações de final de temporada. Foi relatado que as boas atuações de Kerolin pela Ponte Preta e pelas seleções juvenis a tornaram alvo de transferência para outros clubes brasileiros, bem como para clubes profissionais da França e da China.
O combinado Corinthians/Audax, que Kerolin havia ajudado a conquistar a Copa Libertadores de 2017, se separou quando o Corinthians desistiu dessa parceria e montou seu próprio time feminino . Isso deixou o Audax com vaga na Copa Libertadores Feminina 2018, mas sem time. Foi acertado com o Valinhos (que jogava pela Ponte Preta em competições nacionais) que representaria o Audax na Copa Libertadores. Kerolin marcou na vitória por 4 a 0 sobre o Peñarol, mas o Audax foi eliminado na fase de grupos.
A Sociedade Esportiva Palmeiras precisava urgentemente de um time feminino em dezembro de 2018, pois corria o risco de ser banida da lucrativa Copa Libertadores masculina de acordo com as regras da CONMEBOL, que exigia que todos os participantes dirigissem times femininos. Num acordo, o Palmeiras concordou em financiar os salários das jogadoras e funcionários do Valinhos, que usariam o nome Palmeiras, mas continuariam jogando e treinando no Valinhos.
Em janeiro de 2019, Kerolin acertou a transferência para o Palmeiras, assinando um contrato de um ano e voltando a trabalhar com a treinadora anterior, Ana Lúcia Gonçalves. No mês seguinte, foi anunciado que Kerolin havia falhado em um teste de doping feito após jogar pelo Audax em partida pela Copa Libertadores Feminina 2018 . A amostra de Kerolin revelou traços de GW1516 . Ela permaneceu suspensa provisoriamente pela CONMEBOL em julho de 2019, quando a técnica do Palmeiras, Gonçalves, foi demitido por suspeita de envolvimento em casos de doping nos clubes em que trabalhou e atuação indevida como agente esportivo das jogadoras sob sua responsabilidade.

### Madri
Em abril de 2021, após cumprir sua suspensão, Kerolin foi transferida para o Madrid CFF . Ela se juntou a várias outras jogadoras brasileiras na Primera División.

### North Carolina Courage
Em janeiro de 2022, Kerolin assinou um contrato de três anos com o North Carolina Courage . Em 26 de outubro de 2022, ela foi nomeada pelo NWSL Best XI . Em 10 de junho de 2023, ela marcou seu primeiro hat-trick da NWSL na vitória por 5 a 0 contra o Chicago Red Stars .
Kerolin, que marcou 10 gols em 19 jogos durante sua segunda temporada na NWSL e terminou como vice-campeã da Chuteira de Ouro.
No dia 10 de novembro de 2023, Kerolin foi eleita MVP da NWSL, ela é a primeira jogadora nascida na América do Sul e quarta internacional a ganhar a maior honraria individual da liga

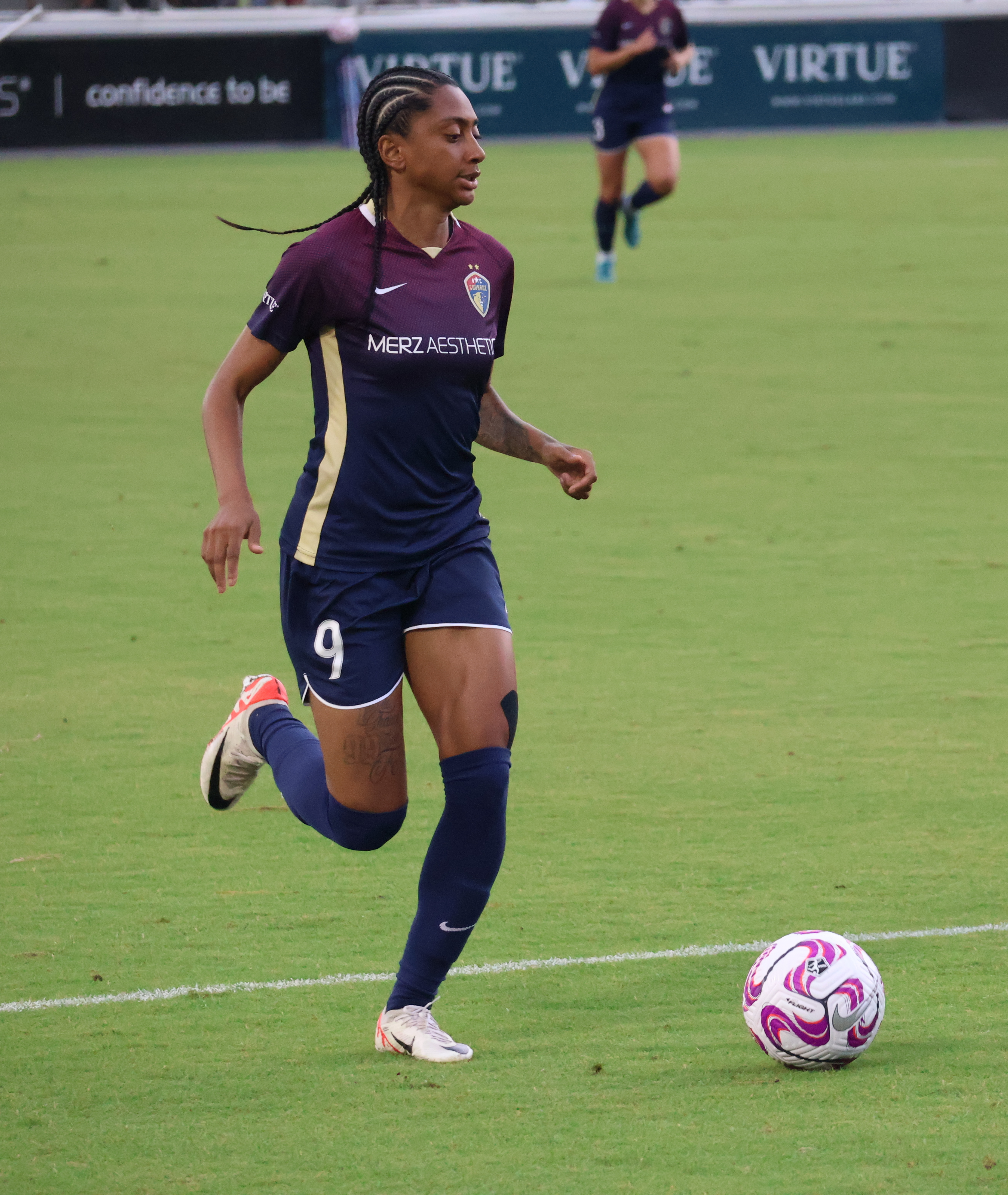
North Carolina Courage x Racing Louisville na final da NWSL Challenge Cup 2023

## Seleção Brasileira
Kerolin foi uma das quatro jogadoras do Guarani/Valinhos convocadas pela Seleção Brasileira Feminina de Futebol Sub-17 para o Campeonato Sul-Americano Feminino Sub-17 de 2016 . Ela esteve na seleção para a Copa do Mundo Feminina Sub-17 da FIFA 2016, na Jordânia.  Em 2018, Kerolin marcou dois gols em três jogos que disputou representando a Seleção Brasileira Feminina de Futebol Sub-20 na Copa do Mundo Feminina Sub-20 da FIFA na França.
O técnico da Seleção Brasileira de Futebol Feminino, Vadão, convocou Kerolin pela primeira vez em setembro de 2018, para um amistoso contra a Inglaterra em Meadow Lane, Nottingham . Ela foi a substituta de Debinha aos 56 minutos na derrota do Brasil por 1 a 0.
Kerolin não foi convocada para jogar a Copa do Mundo Feminina da FIFA 2019 porque estava suspensa provisoriamente do futebol e ainda aguardava o julgamento final da CONMEBOL em relação a seus testes antidoping reprovados.
Em 6 de janeiro de 2021, a suspensão de Kerolin terminou e ela foi convocada para um campo de treinamento da seleção nacional para avaliação da nova técnica do Brasil, Pia Sundhage. Sundhage disse: "Ouvi muitas coisas boas sobre ela [Kerolin]. Ela é uma excelente jogadora. Sim, ela está fora de ação há dois anos, mas veremos como ela se sairá."
Kerolin foi convocada para representar o Brasil na Copa do Mundo de 2023, onde a seleção caiu na primeira fase.
Em 2024, Kerolin foi parte da seleção medalha de prata nos Jogos Olímpicos de Verão de 2024. Marcou um gol no torneio, o último na vitória de 4-2 sobre a Espanha na semifinal, e acabou não jogando a final contra os Estados Unidos.

## Títulos

### Prêmios Individuais
- MVP NWSL: 2023[34]